# Macrozamia elegans
Macrozamia elegans — вид голонасінних рослин класу саговникоподібні (Cycadopsida).
Етимологія: лат. elegans — «елегантний», посилаючись на акуратний і приємний вигляд рослини.

## Опис
Рослини без наземного стовбура, стовбур 15–30 см діаметром. Листків 3–10 в кроні, сіро-зелені, напівглянсові, 110—150 см довжиною, з 90–140 листівок; стебло не спірально закручені або помірно спірально закручені, пряме, жорстке або загнуте; черешок 20–35 см в довжиною, прямий, без шипів. Листові фрагменти прості; середні — 220—310 мм, 9–14 мм завширшки. Пилкові шишки від вузькояйцевидих до веретеновидих, довжиною 16–32 см, 6–6,5 см діаметром. Насіннєві шишки яйцеподібне, 24 см, 11,5 см діаметром. Насіння яйцеподібне, 30–32 мм завдовжки, 24–26 мм завширшки; саркотеста червона.

## Поширення, екологія
Країни поширення: Австралія (Новий Південний Уельс). Записаний на висоті від 120 до 150 м над рівнем моря. Рослини ростуть у відкритих районах і серед густих чагарників на від пологих до крутих схилах в евкаліптових лісах. На пагорбах переважають пісковикові валуни.

## Загрози та охорона
Загрози цьому виду не вказані. Рослини зустрічаються в Національному парку Блакитні Гори.